# SBS Eger-Eszterházy
Maillots
Actualités
Dernière mise à jour : 7 avril 2020.
Le SBS Eger-Eszterházy est un club de handball, situé à Eger en Hongrie, évoluant en Championnat de Hongrie.

## Histoire
- 2006 : Fondation du club.
- 2015 : le club accède au Championnat de Hongrie.

## Palmarès
- Championnat de Hongrie de D2 (1) : 
  - Vainqueur en 2015
  - Deuxième en 2014

- Championnat de Hongrie de D3 : 
  - Deuxième en 2009 et 2011

## Effectif actuel 2019-2020
| N° | Poste | Nom                 | Date de naissance   | Taille | Arrivée | Club précédent     | Sélection |
| -- | ----- | ------------------- | ------------------- | ------ | ------- | ------------------ | --------- |
| 1  | GB    | Jane Cvetkovski     | 29/08/1987 (32 ans) | 1,91 m | 2019    | HSG Wetzlar        | -         |
| 16 | GB    | Péter Moscoso       | 08/12/2000 (19 ans) | 1,90 m | 2019    | Formé au club      | -         |
| 3  | ALG   | Balázs Molnár       | 25/06/1997 (22 ans) | 1,89 m | 2016    | Formé au club      | -         |
| 11 | ALG   | Dominik Péter       | 06/08/2001 (18 ans) | 1,78 m | 2018    | Formé au club      | -         |
| 10 | ALD   | Áron Lezák          | 17/04/1992 (27 ans) | ?      | ?       | ?                  | -         |
| 69 | ALD   | Tibor Mándy         | 14/09/2000 (19 ans) | 1,88 m | 2019    | Formé au club      | -         |
| 18 | DC    | Rajmond Tóth        | 06/04/2001 (18 ans) | 1,86 m | 2018    | Formé au club      | -         |
| 24 | DC    | Péter Schmid        | 06/08/1996 (23 ans) | 1,90 m | 2018    | Veszprém KSE       | Hongrie   |
| 4  | ARG   | Gergő Kiss          | 14/01/1991 (29 ans) | ?      | ?       | ?                  | -         |
| 44 | ARG   | Rolandas Bernatonis | 22/01/1987 (33 ans) | 1,90 m | 2018    | BM Granollers      | Lituanie  |
| 19 | ARD   | István Rédei        | 23/08/1983 (36 ans) | 1,97 m | 2018    | JS Cherbourg       | Hongrie   |
| 30 | ARD   | Attila Tóth         | 17/03/1997 (23 ans) | 1,93 m | 2019    | Veszprém KKFT      | -         |
| 9  | PVT   | Dániel Füzi         | 09/08/1996 (23 ans) | 1,86 m | 2017    | Veszprém KSE       | -         |
| 13 | PVT   | Noel Sepesi         | 17/11/2000 (19 ans) | 2,00 m | 2019    | Formé au club      | -         |
| 22 | PVT   | Dávid Hajas         | 07/04/2000 (19 ans) | 1,94 m | 2019    | Formé au club      | -         |
| 87 | PVT   | Gabriel Papp        | 18/12/1995 (24 ans) | 1,97 m | 2019    | HC Sporta Hlohovec | Slovaquie |

## Personnalité liée au club
- István Rédei